# Mimzy – Meine Freundin aus der Zukunft
Mimzy – Meine Freundin aus der Zukunft ist ein US-amerikanischer Science-Fiction-Familienfilm aus dem Jahr 2007. Die Literaturverfilmung basiert lose auf der Kurzgeschichte Mimsy Were the Borogoves von Lewis Padgett, einem gemeinsamen Pseudonym von Henry Kuttner und C. L. Moore. Der Film wurde in Deutschland erstmals am 9. Februar 2007 im Rahmen der Berlinale gezeigt.

## Handlung
In der Zukunft steht die Menschheit kurz vor der Auslöschung. Angst und Isolation haben die menschliche Seele vergiftet, sodass ein genialer Wissenschaftler die einzige Rettung darin sieht, Mimzys in die Vergangenheit zu schicken, um eine reine menschliche Seele aufzuspüren.
So finden die Geschwister Noah und Emma Wilder am Strand ihres Sommerhauses in Whitby eine Box im Wasser. Sie finden darin einen leuchtenden Kristall. Sie verheimlichen ihren Fund vor der Mutter und entdecken nachts, dass noch mehr in der Box war: Einige Steine, die Emma schweben lassen kann, und ein Plüschtierhase, den Emma Mimzy nennt. Nach und nach werden Noah und Emma immer intelligenter und entwickeln unterschiedliche Fähigkeiten wie Supergehör, Superblick, Telepathie, Telekinese und Teleportation. Noahs Lehrer Larry White entdeckt im Unterricht, dass der Junge Mandalas, buddhistische Zeichen, in seinen Block kritzelt. Noah gewinnt auch mit einem unerwarteten Forschungsprojekt, der Manipulation von Spinnen beim Weben ihrer Netze durch Ultraschall, den ersten Preis.
Die Eltern beginnen zu zweifeln, wie aus durchschnittlichen Kindern plötzlich solche Genies werden konnten. Derweil bekommen die beiden Geschwister Angst, dass ihnen die Dinge außer Kontrolle geraten, als Noahs Kristall plötzlich für einen landesweiten Stromausfall sorgt. Das führt dazu, dass Special Agent Nathaniel Broadman vom FBI beauftragt wurde, diesen Vorfall wegen des Terrorismusverdachts zu untersuchen.
Als White mit seiner Freundin Naomi Schwartz bei den Wilders erscheint, um sie davon zu überzeugen, dass ihre Kinder speziell begabte Kinder seien, müssen die Wilders selbst erfahren, dass ihre Kinder übernatürliche Fähigkeiten besitzen. Jo Wilder, die Mutter, wirft daraufhin all die Steine und den Mimzy in die Mülltonne. Noah rettet alles und gibt Mimzy insgeheim Emma zurück, sodass sie in die Zukunft schauen kann, um zu sehen, was passieren wird, wenn sie nicht rechtzeitig erscheinen wird. Das FBI stürmt ihr Haus, nimmt alle fest und verhört sie, um herauszufinden, ob sie eine nationale Bedrohung darstellen. Emma zeigt dabei mit Mimzys Hilfe ihre übernatürlichen Fähigkeiten, sodass die FBI-Forscher ihr Mimzy wegnehmen und die hochentwickelte Intel-Technologie entdecken. Mimzy erzählt, mit Hilfe von Telepathie über Emma, dass nicht viel Zeit bleibe, die Menschheit in der Zukunft zu retten, denn die einzelnen Utensilien, Mimzy inbegriffen, lösen sich bereits auf. Aber das FBI glaubt den Wilders nicht, weswegen sie sie wieder einsperren.
Also stehlen sich Noah und Emma mit Hilfe ihrer Fähigkeiten und einem Kleintransporter davon, um nach Whitby zu gelangen. Dort, wissen sie, liegen die letzten Steine, die für Mimzys Rückreise in die Zukunft nötig sind. Mit Hilfe des telepathisch herbeigerufenen Whites schaffen sie es rechtzeitig in ihr Sommerhaus und bauen die Vorrichtung auf, um Mimzy zurückzuschicken. In der Zukunft angekommen, kann der Wissenschaftler endlich die DNS einer reinen menschlichen Seele dazu benutzen, die Menschheit zu retten.

## Kritik
„Spannender Kinder- und Familienfilm als gefühlsbetonte "E.T."-Paraphrase, nur dass diesmal das Gute in die eigene Zukunft aufbricht, weil dort wichtige Werte und Gefühle abhanden gekommen sind. In seinen kritischen Ansätzen etwas diffus und pathetisch, unterhält der Film dennoch vorzüglich und vermittelt auch einige nachdenkliche Ansätze.“

„Die Idee, dass Kinder die Zukunft der Menschheit retten können, weil sie sich noch nicht schuldig gemacht haben, könnte durchaus eine Geschichte tragen. Und die beiden Kinderdarsteller Rhiannon Leigh Wryn und Chris O’Neil spielen verblüffend gut ihr Reifen an dieser Aufgabe. Man fiebert mit ihnen mit, fühlt Emmas Liebe zu Mimzy, folgt Noahs Geistesblitzen. Aber der Film will zu viel auf einmal. Der Regisseur folgt seinem Erzählfaden nicht konsequent, weil der Film überladen ist mit Einzelgeschichten und in wichtigen Punkten vage bleibt. Schade.“

„Kinderträume sind ein wertvolles Gut, das es zu schützen gilt - so lautet die Botschaft dieses schnörkellosen Familienfilms.“

„Schrullige, streckenweise nicht ganz schlüssige Adaption von Lewis Padgetts 1943 erschienener Science-Fiction-Story, die New-Line-Chef Robert Shaye mit viel Liebe in Szene gesetzt hat. (…) Negativ anzumerken gilt das aufdringliche Intel Product Placement - aber das dürfte den Kids reichlich egal sein.“

„Wenn man sechs Jahre alt ist, darf man hier begeistert staunen, wenn man aber bereits fünf mal sechs Jahre alt ist, muss man manchmal nur säuerlich grinsen.“

## Synchronisation
Synchronfirma: Interopa Film GmbH, Berlin
| Schauspieler          | Synchronsprecher   | Rolle              |
| --------------------- | ------------------ | ------------------ |
| Timothy Hutton        | Patrick Winczewski | David Wilder       |
| Marc Musso            | Sebastian Fitzner  | Harry              |
| Joely Richardson      | Christin Marquitan | Jo Wilder          |
| Rainn Wilson          | Stefan Krause      | Larry White        |
| Kathryn Hahn          | Katrin Zimmermann  | Naomi Schwartz     |
| Michael Clarke Duncan | Tilo Schmitz       | Nathanial Broadman |
| Chris O’Neil          | Lennart Flechtner  | Noah Wilder        |

## Filmmusik
Die Filmmusik wurde von Howard Shore komponiert. Der Titelsong Hello (I Love You) wurde vom ehemaligen Pink-Floyd-Bassisten Roger Waters gesungen.
Roger Waters kommentiert: „Ich denke, gemeinsam haben wir einen Song geschrieben, der das Thema des Films erfasst – Der Konflikt zwischen den besten und den schlechtesten Instinkten der Menschheit, und wie die Unschuld eines Kindes dies alles ausgleichen kann.“
Der Soundtrack enthält folgende Titel:
1. The Mandala – 1:37
2. Whidbey Island – 3:21
3. Under The Bed – 2:46
4. Cuddle – 1:28
5. Beach – 1:59
6. Scribbles – 2:39
7. Blackout – 3:17
8. Palm Readings – 4:12
9. I Love The World – 0:52
10. Help! – 1:20
11. I Have To Look – 4:20
12. Can I Talk? – 5:26
13. Eyes – 2:15
14. The Tear – 4:07
15. Through The Looking Glass – 5:03
16. Hello (I Love You) – 6:16

## Auszeichnungen und Nominierungen
- Zwei Nominierungen bei den Saturn Awards 2007 (Bester Science-Fiction-Film, Bester Nachwuchsdarsteller)
- Vier Nominierungen bei den Young Artist Awards 2008 (Bester Familienfilm – Comedy oder Drama, Bester Hauptdarsteller in einem Spielfilm, Beste Nebendarstellerin in einem Spielfilm – zehn Jahre oder jünger, Beste Besetzung in einem Spielfilm)[5]
- Die Deutsche Film- und Medienbewertung FBW in Wiesbaden verlieh dem Film das Prädikat wertvoll.

## Veröffentlichung
Nach seinem Kinostart am 23. März 2007 konnte der Film weltweit etwa geschätzte 27 Mio. US-Dollar einspielen. Nachdem der Film am 9. August 2007 startete, ist er seit dem 14. Dezember 2007 auf DVD erhältlich.